# Искушение Фраги
«Искушение Фраги» — повесть Мориса Симашко, посвящённая классику туркменской поэзии Махтумкули. Впервые была опубликована в 1960 году в журнале «Новый Мир».

## Критика и отзывы
Как отмечает автор предисловия к сборнику произведений Мориса Симашко, изданного в 1983 году издательством Жазушы, З. Кедрина, в этой повести углубляется образное исследование традиций гуманизма и народности в истории Среднего Востока. В то же время, по словам Кедриной, автор, рисуя диалектику характера Махтумкули, создаёт идейно-эстетическую основу для собственного осознания и изображения прогрессивных сил и движений прошлого, учится смотреть на мир через своих героев. Автор пытается изобразить характер своих героев не за счёт подтягивания их к современности, обеления или очернения деятелей далёких времён, а за счёт глубины раскрытия бывшего в реальности исторического противоборства и столкновения в нём общественных идей и индивидуальных характеров. Для этого он заставляет читателя принять и прочувствовать психологию человека и общества тех далёких времён не как экзотическую данность, а как реальную имевшую место в прошлом жизнь.